# Kjell Bjartveit
Kjell Bjartveit (født 14. august 1927 i Flekkefjord, død 22. februar 2011 i Oslo) var en norsk læge og forsker med en lang karriere indenfor medicin og politik (indenfor partiet Kristelig Folkeparti). Han var gift med den norske læge og politiker Eleonore Bjartveit.
I tillæg til sit job som læge, var han blandt andet statssekretær i Sosialdepartementet, administrerende overlæge i Statens sundhedsundersøgelser (1968-97), formand for Statens tobakksskaderåd (1971-93) og leder i Nasjonalforeningen for folkehelsen (1997-2001).
Han bidrog til over hundred bøger og artikler, en af de seneste var bogen Hvit pest, svart tjære. Felttog mot farlige folkesykdommer på 1900-tallet som han udgav i 2007 .
Bjartveit modtog i 1984 Karl Evangs pris for at have gjort en helt speciel indsats for at sprede kundskaber om tobakkens skadelige virkninger og klart at almindeliggøre stoffet uden at det har gået ud over det faglige indhold og niveau, og han har også taget initiativet til samfundstiltag og lovændringer for at begrense skadevirkningerne (Helsetilsynets begrundelse) .
Han var i mange år formand for Statens Tobakkskaderåd, og må regnes som rygelovens ideologiske far.